# Туґарак
Туґара́к (тадж. Тугарак) — село у складі Хатлонської області Таджикистану. Адміністративний центр Туґарацького джамоату Восейського району.
Село розташоване на річці Кулобдар'я.
Населення — 4191 особа (2010; 3984 в 2009).
Через село проходять автошлях Р-25 Ґулістон-Кулоб та залізниця Кургонтеппа-Кулоб.